# Монтесито
Монтесито (на английски: Montecito) е населено място в окръг Санта Барбара, Югозападна Калифорния, Съединените американски щати.
Разположено е на брега на протока Санта Барбара в подножието на Санта Инес и на 7 km източно от град Санта Барбара. Населението му е около 10 000 души (2000).
В Монтесито умира английският писател Дъглас Адамс (1952-2001).
1. ↑  data.census.gov //   Посетен на 1 януари 2022 г.